# Taeniophyllum aureum
Taeniophyllum aureum är en orkidéart som beskrevs av Rudolf Schlechter. Taeniophyllum aureum ingår i släktet Taeniophyllum och familjen orkidéer. Inga underarter finns listade i Catalogue of Life.